# Afghanisch-pakistanische Beziehungen
Die Afghanisch-pakistanischen Beziehungen sind das zwischenstaatliche Verhältnis zwischen Afghanistan und Pakistan. Trotz kultureller und sprachlicher Gemeinsamkeiten zwischen beiden Ländern verbindet beide Staaten ein belastetes Verhältnis. Nach der als Folge der Teilung Indiens 1947 erfolgten Unabhängigkeit Pakistans kam es zu einem Streit um die Durand-Linie, welche die Grenze zwischen Afghanistan und Pakistan bildet und ein Erbe der Kolonialzeit ist. Afghanistan weigerte sich diese anzuerkennen und es kam regelmäßig zu bewaffneten Auseinandersetzungen an der durchlässigen Grenze, welche später zu einem Zentrum des internationalen islamischen Terrorismus werden sollte. Nach dem Beginn der sowjetischen Intervention in Afghanistan 1979 nahm Pakistan Millionen Flüchtlinge aus dem Nachbarland auf und unterstützen gemeinsam mit den USA und Saudi-Arabien den antisowjetischen Widerstand mit Ausrüstung, Ausbildung und Geldern. Später förderte Pakistan die radikalislamischen Taliban und waren einer der wenigen Staaten, die zum ersten Taliban-Regime (1996–2001) in Afghanistan offizielle diplomatische Beziehungen unterhielten. Diese Förderung der Taliban führte allerdings auch zu einer Destabilisierung Pakistans, als die pakistanischen Taliban begannen, Terroranschläge in Pakistan zu verüben.

## Geschichte

### Vorgeschichte

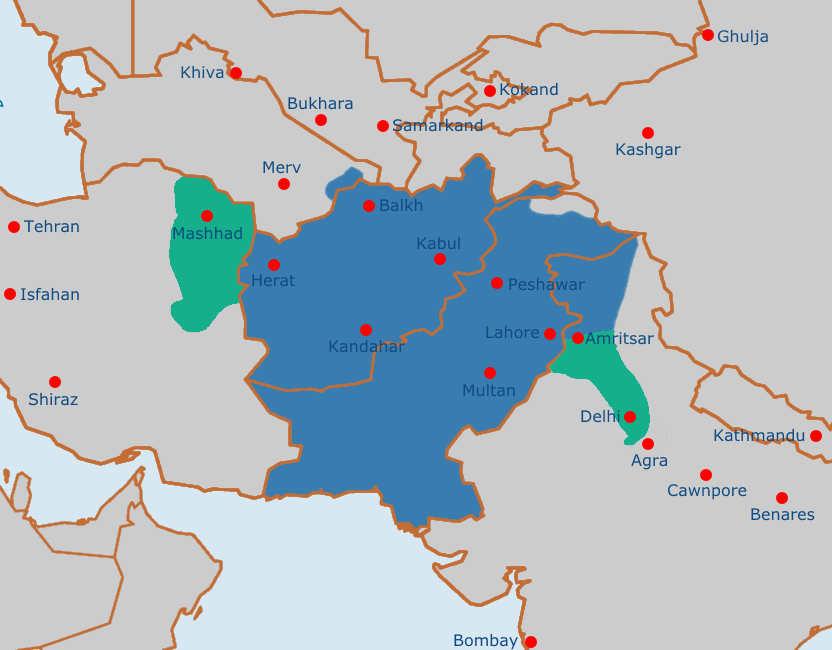
Gebiet des Durrani-Reiches in den 1750ern

Zwischen beiden Gebieten bestanden über Jahrtausende enge wirtschaftliche und kulturelle Kontakte. So war der Khyberpass zwischen Pakistan und Afghanistan über Jahrhunderte das Einfallstor für Invasoren nach Südasien. Beide Gebiete wurden islamisiert und von zahlreichen Staaten war das Durrani-Reich (1747–1823, 1839–1842) das letzte von mehreren Großreichen, welches die beiden heutigen Staaten einschloss. Der Süden und Osten Afghanistans ist überwiegend paschtunischsprachig, ebenso wie die angrenzenden Regionen Khyber Pakhtunkhwa, einschließlich der Stammesgebiete und Nord-Belutschistan in Pakistan. Dieses gesamte Gebiet wird von den Paschtunen bewohnt, die verschiedenen Stämmen angehören. Die Durand-Linie wurde nach einem Abkommen von 1893 zwischen Mortimer Durand, dem Außenminister Britisch-Indiens und Amir Abdur Rahman Khan, Emir von Afghanistan festgelegt, um die Grenzen der jeweiligen Einflusssphären zu bestimmen. Durch das Abkommen wurden die Paschtunengebiete geteilt. Die unruhige North West Frontier Province konnte von den Briten allerdings nie vollständig befriedet werden. Pakistan hat das Abkommen über die Durand-Linie nach seiner Unabhängigkeit im Jahr 1947 geerbt, aber es hat nie eine formelle Vereinbarung oder Ratifizierung zwischen Islamabad und Kabul gegeben. Die afghanischen Regierungen haben die Durand-Linie nicht förmlich als internationale Grenze zwischen den beiden Staaten anerkannt und das Abkommen aus der Kolonialzeit für nichtig erklärt.

### Zeit nach der Unabhängigkeit Pakistans
Kurz nach der Unabhängigkeit Pakistans im Jahr 1947 verfolgte Afghanistan eine doppelte Strategie zur Destabilisierung der pakistanischen Grenzregionen, um die Instabilität Pakistans nach der Unabhängigkeit auszunutzen. Erstens verbündete es sich mit Pakistans Rivalen Indien und auch mit der UdSSR. Zum anderen unterstützte Afghanistan in den 1960er Jahren separatistische Politiker in Khyber Pakhtunkhwa politisch und finanziell. Im Januar 1950 hielt der afghanische König Mohammed Zahir Shah eine antipakistanische Rede, die von Pakistans Liaquat Ali Khan verurteilt wurde. Im Grenzgebiet kam es regelmäßig zu Einfällen durch paschtunische Stammesangehörige auf pakistanischem Gebiet. Im Jahr 1952 veröffentlichte die afghanische Regierung ein Traktat, in dem sie nicht nur Anspruch auf paschtunisches Gebiet innerhalb Pakistans, sondern auch auf die pakistanische Provinz Belutschistan erhob, welche Teil eines größeren Paschtunistan werden sollte. Der Militärpakt zwischen Pakistan und den Vereinigten Staaten von 1954 besorgte Afghanistan und Indien und brachte Afghanistan näher an die Sowjetunion, ohne das dieses seine Blockfreiheit aufgab. Trotz dieser Konflikte gab es allerdings auch Vorschläge zur Bildung einer pakistanisch-afghanischen Konföderation, da Afghanistan durch die sowjetische Übermacht an seiner Grenze besorgt war und wandte sich 1954 deshalb an die Amerikaner. Die Diskussionen über eine Konföderation kamen allerdings nicht über Gespräche hinaus.
Am 30. März 1955 griffen pro-paschtunische Demonstranten die Botschaft und die Konsulate Pakistans in Afghanistan an. Sie rissen auch die pakistanische Flagge herunter, um gegen die Vereinigung der paschtunisch dominierten Nordwest-Grenzprovinz mit Westpakistan (One-Unit-Programm) zu protestieren. Die Demonstranten wurden vom afghanischen Premierminister Mohammed Daoud Khan angestachelt und mit Bussen zum Ort des Geschehens gebracht. Die afghanische Polizei griff nicht ein, die Pakistaner in Peshawar reagierten mit einem Angriff auf das afghanische Konsulat in der Stadt, woraufhin Pakistan die diplomatischen Beziehungen abbrach. Pakistan schloss die Grenze, was eine wirtschaftliche Blockade bedeutete. Die diplomatischen Beziehungen wurden im September wieder aufgenommen. Wiederum wegen der Paschtunistan-Frage beschuldigten sich die beiden Länder 1961 gegenseitig der Grenzverstöße. Im August 1961 wurden die Konsulate in beiden Ländern geschlossen und die Beziehungen im September erneut abgebrochen. Die Situation wurde erst 1965 mit einer Wiederaufnahme der Beziehungen entschärft. In den 1970er-Jahren schwächte sich der paschtunische Nationalismus in Pakistans Grenzgebieten schließlich ab. Die Assimilierung der Paschtunen in den pakistanischen Staat folgte auf Jahre wachsenden paschtunischen Einflusses in der pakistanischen Politik und der Bürokratie des Landes, der darin gipfelte, dass Ayub Khan, Yahya Khan und Ishaq Khan – allesamt Paschtunen – die Führung Pakistans übernahmen. Die größte nationalistische Partei jener Zeit, die Awami National Party (ANP), gab ihre sezessionistischen Bestrebungen auf und bekannte sich zum pakistanischen Staat.

### Afghanisch-sowjetischer Krieg

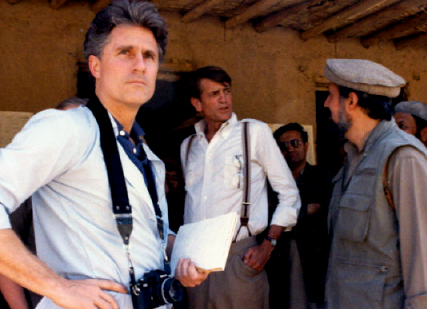
Der Journalist George Crile III mit dem texanischen Politiker Charlie Wilson im Hintergrund in Afghanistan, letzterer war führend im CIA-Programm Operation Cyclone

Die zurückgehende Unterstützung für die Separatisten hielt Mohammed Daoud Khan in den 1970er Jahren allerdings nicht davon ab, weiterhin bewaffnete Separatisten in Pakistan zu unterstützen. Als Vergeltung begann Pakistan, islamistische Bewegungen gegen die pro-sowjetisch geprägte afghanische Regierung von Daoud Khan zu unterstützen und ermutigte diese, sich gegen die Regierung zu erheben. Zu den von Pakistan geförderten Personen und Gruppen gehörte Ahmad Schah Massoud, Gulbuddin Hekmatyār und das Haqqani-Netzwerk. Im April 1978 wurde der afghanische Präsident Daoud Khan in Kabul während der selbsterklärten marxistischen Saur-Revolution ermordet. Es folgten die Hinrichtung des abgesetzten pakistanischen Premierministers Zulfikar Ali Bhutto im April 1979 und die Ermordung des afghanischen Ministerpräsidenten Nur Muhammad Taraki im September 1979. Nach dem Beginn der sowjetischen Invasion in Afghanistan im Dezember 1979 schlossen sich die Vereinigten Staaten Pakistan an, um den islamistischen antisowjetischen Widerstand zu unterstützen. Knapp vier Millionen afghanische Flüchtlinge flohen wegen des Krieges aus Afghanistan nach Pakistan. Pakistan wurde zu einem wichtigen Ausbildungsort für rund 250.000 ausländische Mudschaheddin-Kämpfer, die täglich die Grenze nach Afghanistan überquerten, um den Krieg gegen das kommunistische Afghanistan und die sowjetischen Streitkräfte zu führen. Zu den Mudschaheddin gehörten nicht nur Einheimische, sondern auch Araber und andere Kämpfer aus über 40 verschiedenen islamischen Nationen. Die Vereinigten Staaten und andere stellten Milliarden von Dollar an humanitärer Hilfe für die Flüchtlinge bereit, aber auch um den bewaffneten Kampf gegen die Sowjets zu finanzieren. Es gab keine regulären Schulen für die Flüchtlinge, sondern nur Madrasas, in denen radikale jihadistische Propaganda betrieben wurde und die Wurzeln für die spätere Taliban-Bewegung gelegt wurden. Zu den Schülern soll auch der spätere Taliban-Führer Mullah Omar gehört haben.
Während des Krieges blieben die Beziehungen zwischen Afghanistan und Pakistan antagonistisch. Als Reaktion auf die Unterstützung der Mudschaheddin durch Pakistan unterstützen afghanische, indische und sowjetische Geheimdienste die pakistanische linke Terrorgruppe al-Zulfikar, die für die Entführung eines Flugzeugs der Pakistan International Airlines (PIA) im März 1981 verantwortlich war.

### Aufstieg der Taliban in Afghanistan und Rolle Pakistans
Im Jahre 1988 begann die Sowjets mit ihrem Rückzug aus Afghanistan und die Mudschaheddin triumphierten. Während der Präsidentschaft von Mohammad Najibullah unterstützten das UNHCR und die internationale Gemeinschaft 1,5 Millionen afghanische Flüchtlinge bei der Rückkehr nach Afghanistan. Das Ende des Krieges führte allerdings nicht zum Ende der pakistanischen Einmischung in die inneren Angelegenheiten Afghanistans. Unzufrieden mit der unabhängigen außenpolitischen Linie der Najibullah-Regierung unterstützte Pakistan mithilfe seines Geheimdienstes Inter-Services Intelligence (ISI) 1990 einen gescheiterten Putschversuch in Kabul durch seinen Verbündeten Gulbuddin Hekmatyār. Mit pakistanischer Finanzierung belagerten Hekmatyārs Truppen drei Jahre lang die Hauptstadt Kabul und töteten Tausende mit Raketenangriffen. Als Pakistan jedoch erkannte, dass Hekmatyār nicht in der Lage war, die Macht in Kabul zu übernehmen, wandte es sich anderen Gruppen zu. Die Taliban hatten sich gerade mithilfe des damaligen pakistanischen Innenministers Naseerullah Babar als unabhängige Kraft formiert, und der ISI stellte sich hinter die neue Bewegung. Der Plan war dabei mithilfe der Taliban einen pakistanischen Satellitenstaat zu etablieren, um an „strategischer Tiefe“ gegenüber dem Erzrivalen Indien zu gewinnen. Außerdem sollte der radikale Islamismus der Taliban den paschtunischen Nationalismus eindämmen und ersetzen. Unterstützt wurden die Taliban mit Ausbildung, Ausrüstung und Militärberatern. Im September 1994 eroberten die Taliban die afghanische Stadt Kandahar und begannen ihren langen Eroberungszug. Bei Massakern der Taliban an ihren politischen Gegnern und den schiitischen Hazara sollen pakistanische Kräfte und Al-Qaida unter Osama bin Laden Unterstützung geleistet haben.
Ende 1996 entstand das von den Taliban geführte Islamische Emirat Afghanistan und nahm enge Beziehungen zum benachbarten Pakistan auf, welches die Taliban-Regierung als eines der wenigen Länder diplomatisch anerkannte. Die Beziehungen begannen sich jedoch zu verschlechtern, als die Taliban sich trotz des Drucks aus Islamabad weigerten, die Durand-Linie anzuerkennen, mit dem Argument, dass es unter Muslimen keine Grenzen geben dürfe. Mullah Omar warf infolgedessen seinem alten Verbündeten Naseerullah Babar, einem ethnischen Paschtunen, vor ein „Verräter“ zu sein. Pakistans Versuch, die Taliban für seine Zwecke zu nutzen, scheiterte. So zerstörten die Taliban die Buddha-Statuen von Bamiyan im März 2001, obwohl ihnen Pakistan zuvor davon abgeraten hatte. Nach den Terroranschläge am 11. September 2001 war Pakistan aufgrund des Drucks der USA gezwungen, die Taliban fallen zu lassen. Infolge der US-geführten Operation Enduring Freedom überquerten zahlreiche Taliban die Durand-Linie und zogen sich in die von Paschtunen bewohnten Stammesgebiete zurück. Das Grenzgebiet wurde mit Krieg überzogen und die Tehrik-i-Taliban Pakistan verübten nun zahlreiche Terroranschläge in Pakistan. Ab 2001 starben 10.000 pakistanische Soldaten im Krieg gegen die Taliban, dazu kamen mindestens 25.000 Zivilisten. Die Beziehungen zur neuen Regierung in Afghanistan blieben durchwachsen, da Hamid Karzai als neuer Präsident Afghanistans Pakistan vorwarf, weiterhin Terrorismus in Afghanistan zu unterstützen.

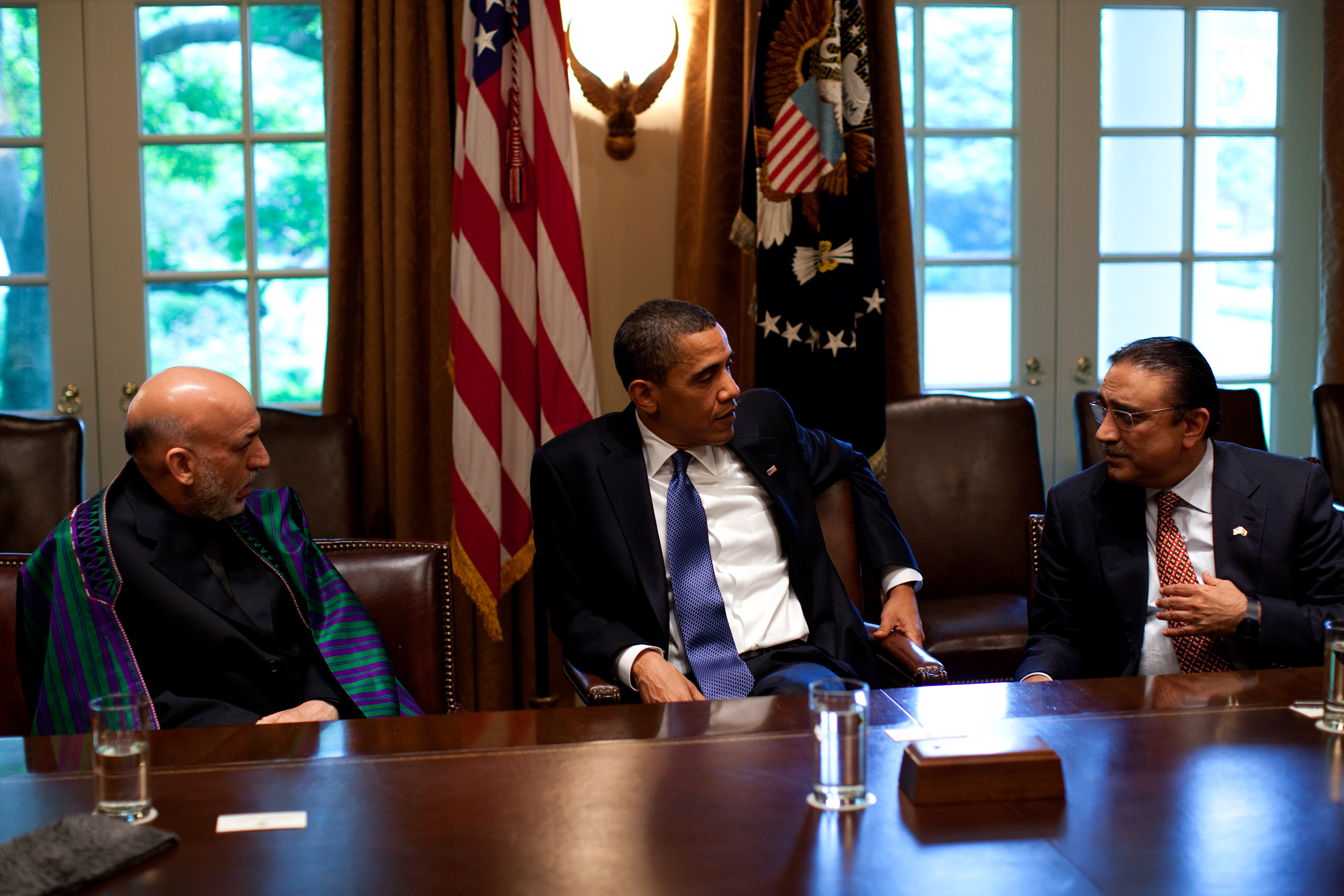
Hamid Karzai mit Barack Obama und Asif Ali Zardari (2009)

Tatsächlich blieb das Verhältnis pakistanischer Militär- und Geheimdienstkreise zu den Taliban ambivalent. Die Situation verschärfte sich weiter, nachdem die afghanische Regierung Pakistan offen beschuldigte, sein Spionagedienst ISI zur Unterstützung der Taliban und anderer militanter Gruppen einzusetzen. Pakistan stritt diese Anschuldigungen in der Regel ab, hat aber in der Vergangenheit erklärt, dass es keine vollständige Kontrolle über die Aktionen des ISI hat. Es gab eine Reihe von Berichten über afghanisch-pakistanische Scharmützel, die in der Regel auftraten, wenn Armeesoldaten Aufständische jagten, die die Grenze überquerten und wieder zurückkamen. Dies führte zu Spannungen zwischen den beiden Staaten, insbesondere nach Berichten über Opfer unter der Zivilbevölkerung. Nach der Tötung von Osama bin Laden im Mai 2011 in Pakistan wurden viele prominente afghanische Persönlichkeiten ermordet, darunter Mohammed Daud Daud, Ahmad Wali Karzai, Dschan Mohammad Khan, Ghulam Haider Hamidi, Burhanuddin Rabbani und andere. Im selben Jahr verschärften sich auch die afghanisch-pakistanischen Auseinandersetzungen, und das in Pakistan ansässige Haqqani-Netzwerk verübte zahlreiche groß angelegte Anschläge in ganz Afghanistan. Die USA vermuteten Pakistan dahinter.

### Nach der erneuten Machtergreifung der Taliban 2021
Nachdem die afghanischen Taliban nach einer Militäroffensive 2021 erneut die Macht in Kabul übernommen hatten, bezeichnete der pakistanische Premierminister Imran Khan dies als „Befreiung der Afghanen von den Fesseln der Sklaverei“. Obwohl Pakistan das Islamische Emirat der Taliban nicht offiziell anerkannt hat, hat es diplomatische Bemühungen eingeleitet, um die internationale Gemeinschaft dazu zu bewegen, mit den Taliban zusammenzuarbeiten um die humanitäre Krise in Afghanistan zu lindern. Im Dezember 2021 trafen sich die Außenminister der 56 Mitgliedsstaaten der Organisation für Islamische Zusammenarbeit zusammen mit Taliban-Delegierten in Islamabad. Im Mittelpunkt des Treffens stand die humanitäre Krise in Afghanistan. Bald darauf kamen allerdings wieder Streitigkeiten auf, da Afghanistan die Absperrung der afghanisch-pakistanischen Grenze durch einen Grenzzaun als inakzeptabel bezeichnete. Die Grenzgefechte und die Aktivitäten der Tehrik-i-Taliban Pakistan verstärkten sich infolgedessen wieder, wobei Pakistan versucht, zu den afghanischen Taliban akzeptable Beziehungen zu unterhalten, während es ihren pakistanischen Ableger bekämpft.
Ende 2022 wurde die pakistanische Botschaft in Kabul angegriffen, wobei ein pakistanischer Wachmann durch Schüsse verletzt wurde; ISIS-K bekannte sich zu dem Anschlag. Im September 2023 kündigte Pakistan an, 1,7 Millionen Afghanen im Land ohne gültige Papiere des Landes zu verweisen, darunter auch zahlreiche Personen, die den großen Teil ihrer Lebens in Pakistan verbracht hatten. Im Dezember 2024 führte die pakistanische Luftwaffe Angriffe in der afghanischen Provinz Paktika durch. Es sollten mutmaßliche Verstecke der pakistanischen Taliban (TTP) getroffen werden. Laut TTP-Sprecher Mohammad Khurasani wurden bei den Luftangriffen etwa 50 Menschen getötet, mehr als die Hälfte davon seien Frauen und Kinder gewesen. Wenige Tage später griffen afghanische Taliban-Einheiten mehrere Ziele in Pakistan an.

## Grenze zwischen beiden Staaten

Ethnien in Afghanistan und Pakistan

Die Grenze zwischen Afghanistan und Pakistan ist knapp 2600 Kilometer lang und teilt die historischen Siedlungsgebiete der Belutschen und der Paschtunen in zwei Hälften. Das schwer zugängliche, bergige und wüstenartige Grenzgebiet ist seit Jahrzehnten ein Streitpunkt zwischen beiden Ländern und zu einem Rückzugsgebiet für Terroristen geworden. Verschiedene afghanische Regierungen und afghanische Nationalisten haben irredentistische Ansprüche auf große Teile des pakistanischen Territoriums im heutigen Khyber Pakhtunkhwa und im pakistanischen Belutschistan erhoben, die das traditionelle Heimatland „Paschtunistan“ für das paschtunische Volk bilden. Die afghanischen Gebietsansprüche auf die mehrheitlich paschtunischen Gebiete Pakistans gingen einher mit der Unzufriedenheit über die Dauerhaftigkeit der Durand-Linie, für die Afghanistan eine Neuverhandlung forderte mit dem Ziel, sie nach Osten hin zum Indus zu verschieben.
Um bessere Kontrolle über sein Grenzgebiet zu gelangen, hat Pakistan 2018 die vormals autonomen Stammesgebiete unter Bundesverwaltung mit der Provinz Khyber Pakhtunkhwa verschmolzen. Zusätzlich wurde 2017 von Pakistan mit dem Bau einer mit Landminen und Stacheldraht gesicherten Barriere an der Grenze zu Afghanistan begonnen. Abgesichert wird die Grenze durch militärische Grenzanlagen, welche immer wieder das Ziel von Attacken der pakistanischen Taliban wurden. In Afghanistan sorgte der Bau der Grenzbefestigung für Proteste. Bis April 2023 wurden 98 % der Zäune und 85 % der Befestigungsanlagen fertiggestellt.

## Wirtschaftliche Beziehungen
Beide Länder zählen füreinander zu den wichtigsten Handelspartnern. Als Binnenstaat ist der Handel mit dem Nachbarland Pakistan über den Hafen von Karatschi für Afghanistan sehr wichtig. Zwischen 2006 und 2013 stieg das bilaterale Handelsvolumen zwischen beiden Ländern von 0,9 Milliarden US-Dollar auf 2,1 Milliarden US-Dollar. Im Juli 2010 wurde zwischen Pakistan und Afghanistan eine Absichtserklärung für das afghanisch-pakistanische Transithandelsabkommen (APTTA) geschlossen. Es gibt auch (bisher noch nicht umgesetzte Pläne) zum Anschluss Afghanistans an das Eisenbahnnetz von Pakistan Railways. 2012 wurde das Handelsabkommen APTTA auch auf Tadschikistan erweitert um einen größeren Nord-Süd-Handelskorridor zu schaffen. Ein weiteres geplantes Projekt ist die Turkmenistan-Afghanistan-Pakistan-Indien-Pipeline.